# Serhij Fedortschuk
Serhij Fedortschuk (ukrainisch Сергій Федорчук, FIDE-Bezeichnung Sergey A. Fedorchuk; * 14. März 1981) ist ein ukrainischer Schachspieler.

## Leben
Schon als Jugendlicher errang er zahlreiche nationale und internationale Erfolge, 1995 gewann er die Jugendeuropameisterschaft der Altersklasse U14. Seit 2002 trägt er den Titel eines Großmeisters. Durch seinen 14. Platz bei der Europameisterschaft in Budva 2009 qualifizierte sich Fedortschuk für den Schach-Weltpokal 2009, 2013 nahm er erneut am Schach-Weltpokal teil.
Seine beste Position auf der FIDE-Weltrangliste war der 51. Platz im April 2008.

## Mannschaftsschach
Fedortschuk wurde erstmals zur Mannschaftseuropameisterschaft im Schach 2013 in Warschau in die ukrainische Nationalmannschaft berufen.
In der deutschen Schachbundesliga spielte er von 2006 bis 2012 für den SC Remagen, seit 2014 spielt Fedortschuk für den SC Viernheim (zunächst in der 2. Bundesliga, seit 2018 in der 1. Bundesliga). In der französischen Liga ist er für Metz Fischer aktiv, er spielte auch schon für Évry Grand Roque, mit dem er 2009 französischer Mannschaftsmeister wurde. Die belgische Mannschaftsmeisterschaft gewann Fedortschuk 2008 mit Vliegend Peerd Bredene und 2010 mit dem KSK 47 Eynatten, er hat in Belgien außerdem für den KSK Rochade Eupen-Kelmis gespielt.
Er war auch schon in ukrainischen (2000 für Mriya Grandmaster School Kiew), polnischen (2005 bis 2088 für JKSz MCKiS Jaworzno), spanischen (2011 für CCA CajaCanarias Santa Cruz und seit 2016 für Mérida Patrimonio de la Humanidad) und tschechischen (2003 bis 2005 für den ŠK Mahrla Prag) Ligen aktiv.